# Tiro ai Giochi della IV Olimpiade - Pistola a squadre
La competizione della pistola a squadre  di Tiro ai Giochi della IV Olimpiade si tenne il 10 luglio 1908 al Bisley Rifle Range nella contea di Surrey. 

## Risultati
| Pos.    | Nazioni     | Atleti                    | Punti       | Punti  |
| Pos.    | Nazioni     | Atleti                    | Individuali | Totali |
| ------- | ----------- | ------------------------- | ----------- | ------ |
| Oro     | Stati Uniti | James Gorman              | 501         | 1914   |
| Oro     | Stati Uniti | Irving Calkins            | 501         | 1914   |
| Oro     | Stati Uniti | John Dietz                | 473         | 1914   |
| Oro     | Stati Uniti | Charles Axtell            | 472         | 1914   |
| Argento | Belgio      | Paul Van Asbroeck         | 493         | 1863   |
| Argento | Belgio      | Réginald Storms           | 493         | 1863   |
| Argento | Belgio      | Charles Paumier du Verger | 477         | 1863   |
| Argento | Belgio      | René Englebert            | 462         | 1863   |
| Bronzo  | Regno Unito | Jesse Wallingford         | 477         | 1817   |
| Bronzo  | Regno Unito | Geoffrey Coles            | 477         | 1817   |
| Bronzo  | Regno Unito | Henry Lynch-Staunton      | 459         | 1817   |
| Bronzo  | Regno Unito | William Ellicott          | 446         | 1817   |
| 4       | Francia     | André Barbillat           | 463         | 1750   |
| 4       | Francia     | André Regaud              | 463         | 1750   |
| 4       | Francia     | Léon Moreaux              | 440         | 1750   |
| 4       | Francia     | Jean Depassis             | 436         | 1750   |
| 5       | Svezia      | Vilhelm Carlberg          | 471         | 1732   |
| 5       | Svezia      | Eric Carlberg             | 471         | 1732   |
| 5       | Svezia      | Hübner von Holst          | 462         | 1732   |
| 5       | Svezia      | Franz-Albert Schartau     | 416         | 1732   |
| 6       | Paesi Bassi | Jacob van der Kop         | 449         | 1632   |
| 6       | Paesi Bassi | Gerard van den Bergh      | 449         | 1632   |
| 6       | Paesi Bassi | Jan de Blécourt           | 401         | 1632   |
| 6       | Paesi Bassi | Piet ten Bruggen Cate     | 398         | 1632   |
| 7       | Grecia      | Frangiskos Mavrommatis    | 419         | 1576   |
| 7       | Grecia      | Alexandros Theofilakīs    | 419         | 1576   |
| 7       | Grecia      | Iōannīs Theofilakīs       | 401         | 1576   |
| 7       | Grecia      | Geōrgios Orfanidīs        | 398         | 1576   |